# Corantijnschool
De Corantijnschool, of kortweg Corantijn, is een schoolgebouw aan de Corantijnstraat 2-4 te Amsterdam-West.
Initiatiefnemer voor de school was de gemeente Sloten (1921), dat vlak daarop werd opgeslokt door de gemeente Amsterdam. Het dubbele symmetrische schoolgebouw werd in 1923 opgeleverd. In het gebouw kwamen de Corantijnschool en de Hoofdwegschool. Het was in die jaren goedkoper een dubbele school neer te zetten, dan alles in gereedheid te brengen voor twee losstaande scholen. Het gebouw kwam van de tekentafels van de Publieke Werken, die de school projecteerde in straten met lange woonblokken. De school met drie bouwlagen is gebouwd in de verstrakte Amsterdamse Schoolstijl. In het straatbeeld is de school opvallend vanwege het contrast tussen de lichte en donkere kleuren van de gebruikte bakstenen en de ruimte van het speelplein voor de school, de overige bebouwing in de buurt is relatief dicht. Ook zijn in de muren plastische vormen aangebracht. Bovendien is het gebouw herkenbaar aan blikvangende torens met daartussen raamgangen. Bij oplevering werd het terrein voor de school nog afgeschermd met een bakstenen borstwering met siersmeedijzeren hekwerken, maar die zijn de loop der jaren gesloopt. Het gebouw heeft ook enkele beeldhouwwerken, zowel uit de tijd van oplevering, als uit de 21e eeuw (gemaakt door leerlingen onder supervisie). In het gebouw werden in 2013 zogenoemde taaltegels aangebracht, teksten van leerlingen werden in tegels vervat en boven trapleuningen aangebracht.
In de Tweede Wereldoorlog werden de scholen als kazernes gebruikt voor Nazi-Duitsland. Na de oorlog ging het onderwijs hier “gewoon” verder, andere scholen in de buurt sloten. 
De scholen hadden drie latere beroemdheden als leerling: Simone Kleinsma bezocht de Corantijnschool, J. Bernlef en Joop Doderer de Hoofdwegschool. 

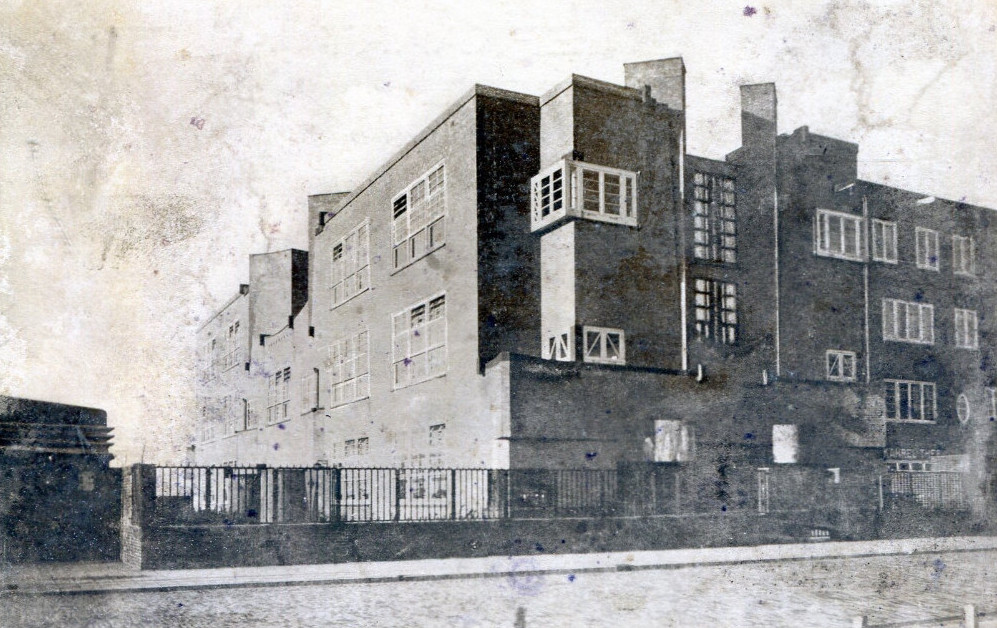
De school in 1924 met hekwerken